# Simulium olimpicum
Simulium olimpicum är en tvåvingeart som beskrevs av Diaz Najera 1969. Simulium olimpicum ingår i släktet Simulium och familjen knott. Inga underarter finns listade i Catalogue of Life.